# サンテレビジョン
株式会社サンテレビジョン（英: Sun Television Co., Ltd.）は、兵庫県を放送対象地域としたテレビジョン放送の特定地上基幹放送事業者である。
通称はサンテレビ・SUN-TV、略称はそれをさらに短くしたSUN（サン）。コールサインはJOUH-DTV（神戸 26ch）、リモコンキーIDは局名と同じ「3」。ステーションキャッチフレーズは「いつもあなたのお隣サン」（2021年5月31日 - ）。

## 概要
兵庫県域のテレビ局開局の前史として、姫路市とその周辺市町村（主に西播と呼ばれる兵庫県南西地域）をサービスエリアとした放送局（現・地上基幹放送局）への周波数割当てが挙げられる。
そもそも姫路市は、ラジオ放送の時代からNHK大阪放送局の電波が届きにくい地域があったため、1950年に姫路市が独自に姫路市営放送という中波放送局を開局する計画を策定、予備免許まで取得したが、これが市民の反対運動により立ち消え、1952年に予備免許も取り消された。
1954年には、姫路市と姫路商工会議所が中心となり「姫路テレビ放送」を法人化させたが、これをきっかけに、神戸放送（現・ラジオ関西）、神戸新聞社、さらには県政までを巻き込んで兵庫県全体をサービスエリアとするテレビ局の開局運動がおこった。これを受け郵政省は「テレビジョン放送用周波数の割当計画」（通称「第1次チャンネルプラン」）策定時には、既存のNHK大阪放送局の総合テレビ、大阪テレビ放送（現・朝日放送テレビ）とは別に、新しく2つのチャンネルを京阪神地域に、もう1チャンネルを姫路地区に割り当てるとする特例をいったんは採択した。しかし、田中角栄郵政大臣（当時）がこれを見直し、姫路地区に割り当てられる予定だった1チャンネルを京阪神のチャンネル増枠に変更させて1957年6月に制定した。当時のテレビ電波はVHF波のみで、偶数チャンネルが全て埋まって空きがなくなってしまい、西播地域への放送局開局は不可能となってしまった。
後に郵政省は1967年にUHF波の本局使用解禁によるテレビジョン放送用周波数の割当計画（通称「第2次チャンネルプラン」、後に放送用周波数使用計画、これらは基幹放送用周波数使用計画の前身）を改正し、放送局の増枠を念頭に兵庫県域のテレビ局開局が認められることになった。神戸新聞社、ラジオ関西、姫路テレビ放送が一本化した形で「兵庫テレビ放送株式会社」として免許を申請し、1967年の11月1日に予備免許が交付された（68年4月にサンテレビジョンと改名）。
兵庫県・大阪府の全域、京都府の12.8%（以下人口比）・奈良県の36.6%・徳島県の84.0%・香川県の34.9%・鳥取県の47.1%・岡山県の32.2%及びその周辺の約790万世帯・1700万人で視聴可能（直接受信または共聴・ケーブルテレビでの視聴）。
神戸新聞社の連結子会社で、系列新聞は神戸新聞とデイリースポーツ。日本で最初に「プロ野球の（試合終了までの）完全生中継」を開始した局である。
同じ独立放送局で近隣の京都府にある京都放送（KBS京都）との関係が深く、2002年には相互に三都ネットを形成し、2007年に発足した東名阪ネット6にも共に参加している。
多数の自社制作番組があり、数々の番組が全国に番組販売されて放送されている。特に、開局当初から続くプロ野球中継を初めとしたスポーツ番組や、釣りやゴルフといったアウトドア分野の番組をいくつも手掛けている。また、毎年元日に放送される『新春!!漫才大爆ショー』は長寿番組であり、年始の定番でもある。
どの独立放送局でも中継している全国高等学校野球選手権地方大会の中継について当局のエリアである兵庫大会は1980年代までは3回戦以降だったが徐々に縮小し2008年以降は決勝戦のみ中継している。独立放送局で決勝戦のみ生中継しているのは当局だけである。ただ、近年は兵庫大会終了後総集編の『夏のキセキ 高校野球兵庫大会』を放送したり2023年には兵庫大会開催中の日曜日に30分間のダイジェスト『夏のキセキ 週間ハイライト』を放送している。また、2022年の第104回大会から高校野球サイトの「バーチャル高校野球」では兵庫大会の全試合を配信し先に挙げた二つの番組も配信した映像を元に試合内容を伝えていることから当局では同サイトへのアクセスを呼びかけている。
その一方で慢性的な人員不足などにより、報道番組や情報番組はあまり多くないが、1995年1月17日に阪神・淡路大震災が発生した折には、開局以来最大規模の報道体制が執られた（詳細は後述）。
2004年12月1日より地上デジタル放送を開始した。
また、2005年12月1日より新キャラクターとして「おっ!サン」が、新キャッチコピーとして「おっ!サンテレビ」が登場した。
2012年からは、民放3局目となる平日のマルチチャンネルの定時放送を開始（SD+SD）、2021年6月の社屋移転後はメインチャンネル（031ch）がHD放送（HD+SD）となった。
2022年現在、近畿2府4県の民放テレビ局の中では最も遅く放送を開始し最も早く放送が終了する（一日の放送時間が最も短い）。緊急を要する場合を除き24時間放送は原則行わず、早朝は5時台後半（日によっては6時台）、放送終了は遅くても2時半ごろまでであるが、曜日や野球中継、UHFアニメの編成の次第によっては1時台で終わる日もあり、終了後～翌朝早朝の放送開始前までは試験電波のカラーバーが放送されている。早朝の本放送開始前に15分間、試験電波を兼ねたフィラーとして、兵庫県内各地のピンポイント天気予報が放送されている。
また、1981年3月の社屋移転から、2004年12月のデジタル放送開始前までの34年近く、放送終了時には、スゥィート・ピープルのチェレスタによるNuits Blanchesをバックに、約5分のクロージンググラフィックが放送されていた。これは、デジタルキャラクター・ジェネレーターと呼ばれるコンピュータ・グラフィックを作り出す機械を使い、限られた色数の中で県内各地の風景や季節のイベントを描写したものである。

### 字幕放送・解説放送に関して
サンテレビでは、アナログ放送時代、文字多重放送・データ放送を使った字幕放送は、自社制作・および他局からの購入販売などを含め、一切行われなかった。
デジタル放送移行後、全国高等学校サッカー選手権大会など、在京キー局や一部の地方系列局、東名阪ネット6による共同制作番組、東京メトロポリタンテレビジョンなどが制作した番組などで字幕放送信号が付与される場合がある。
現在でも、サンテレビ製作の番組には、字幕放送信号が付与されている番組はなく、自治体提供・製作番組では映像に字幕スーパーを入れて放送している。また、一部の番組では副音声を利用した解説放送を行っている。

### 本社・支社・支局

2018年12月まで使われた旧ロゴ。

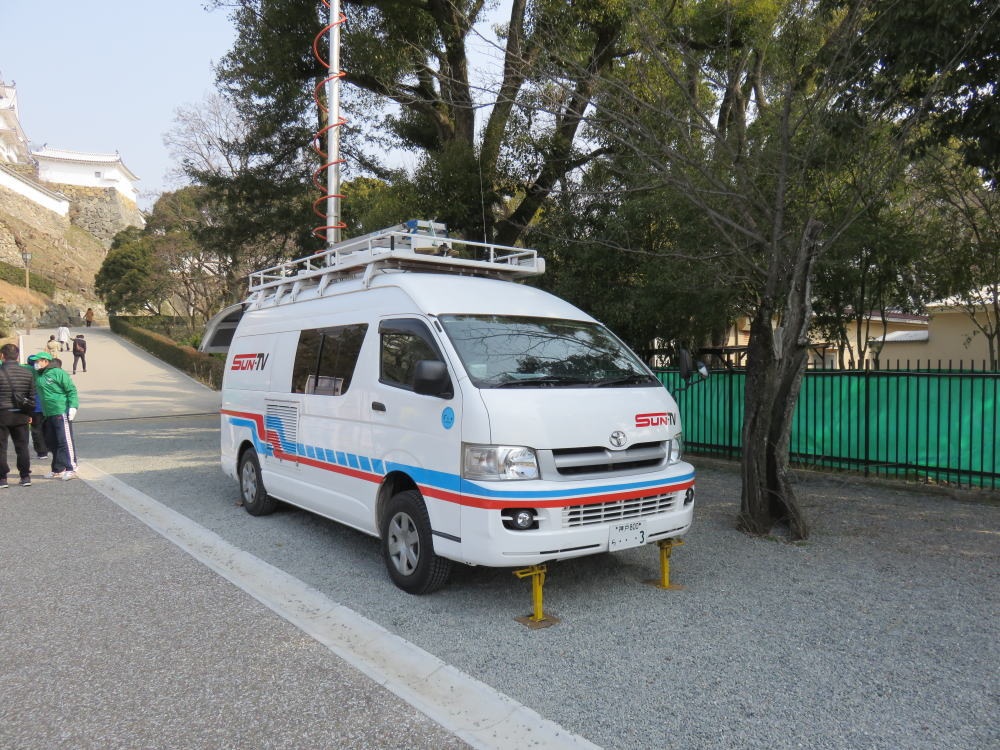
サンテレビ中継車（「3」のナンバープレートがあるのが確認できる）

- 本社 - 兵庫県神戸市中央区東川崎町1丁目1番1号 神戸駅前JUSTスクエア内
- 姫路支社 - 兵庫県姫路市豊沢町78番地 神戸新聞ビル4階
- 但馬総局 - 兵庫県豊岡市寿町7番23号 神戸新聞社但馬総局内
- 丹波総局 - 兵庫県丹波市柏原町小南48番1号 神戸新聞社丹波総局内
- 淡路総局 - 兵庫県洲本市本町4丁目5番3号 洲本商工会議所405号室
- 東京支社 - 東京都千代田区内幸町2丁目2番1号 日本プレスセンタービル3階[注 4]
- 大阪支社 - 大阪府大阪市西区江戸堀1丁目10番8号 パシフィックマークス肥後橋内
- 九州支局 - 福岡県福岡市中央区大名2丁目10番1号 シャンボール大名A棟802号室

出典
※かつては、名古屋や岡山にも支局があったが、現在は閉鎖。

### 歴代社長
- 田中寬次
- 光田顕司（神戸新聞社社長兼務）
- 小笠原曉
- 松澤秀雄（兵庫県教育長）
- 中内守（元ダイエー副社長）
- 谷島茂之（元ダイエー副社長）
- 長岡惟行
- 仲谷昌也
- 清水信一（後に神戸新聞社元常務）
- 大島佳久（神戸新聞社元常務。2008年9月 - 2009年6月）
- 横山修二（神戸新聞社元常務。2009年9月 - 2014年6月）
- 朝日義治（神戸新聞社出身。2014年6月 - 2016年6月）
- 沼田伸彦（神戸新聞社出身、デイリースポーツ元社長。2016年6月 - 2022年6月）
- 門野隆弘（神戸新聞社取締役。2022年6月 - ）

## 資本構成
企業・団体は当時の名称。出典：

### 2023年3月31日
| 資本金      | 発行済株式総数 | 株主数 |
| ----------- | -------------- | ------ |
| 9億7000万円 | 1,940,000株    | 90     |

| 株主                                | 株式数    | 比率   |
| ----------------------------------- | --------- | ------ |
| 神戸新聞社                          | 906,000株 | 46.70% |
| 兵庫県                              | 360,000株 | 18.55% |
| 神戸市                              | 336,000株 | 17.31% |
| 三井住友銀行                        | 097,000株 | 05.00% |
| あいおいニッセイ同和損害保険        | 030,000株 | 01.54% |
| 竹中工務店                          | 020,000株 | 01.03% |
| パナソニック システムネットワークス | 018,000株 | 00.92% |
| 関西電力                            | 010,000株 | 00.51% |
| 東芝インフラシステムズ              | 010,000株 | 00.51% |
| 川崎重工業                          | 009,000株 | 00.46% |
| 尼崎市                              | 007,200株 | 00.37% |
| 聚楽                                | 006,200株 | 00.32% |
| 姫路市                              | 006,000株 | 00.30% |
| アシックス                          | 006,000株 | 00.30% |
| 出光興産                            | 006,000株 | 00.30% |
| 大阪瓦斯                            | 006,000株 | 00.30% |
| 神戸製鋼所                          | 006,000株 | 00.30% |
| 山陽電気鉄道                        | 006,000株 | 00.30% |
| 日本製鉄                            | 006,000株 | 00.30% |
| 兵庫県信用農業協同組合連合会        | 006,000株 | 00.30% |
| 森本倉庫                            | 006,000株 | 00.30% |

## 沿革
- 1967年（昭和42年）
  - 11月1日 - アナログテレビ放送の予備免許取得[17][注 5]。
- 1968年（昭和43年）
  - 3月8日 - 「兵庫テレビ放送」として会社設立。当初の資本金は2.2億円、開局時に4.7億円に増資[7]。
  - 4月15日 - 社名を「サンテレビジョン」に変更[7]。
- 1969年（昭和44年）
  - 5月1日 - この日開局し、アナログテレビ放送を開始。当初からカラー放送を実施し、自社スタジオでの生放送・収録において2インチVTRを備えたカラー放送設備を完備していた[18]。
    - 開局時の中継局は姫路と竜野のみ。

  - 5月6日 - プロ野球中継を開始（初戦は、阪神甲子園球場からの「阪神対広島」戦）。現在に至るまで、『サンテレビボックス席』の名称で看板番組として定着する[19]。
- 1970年（昭和45年）
  - 3月31日 - 『NHKニュース』の放送を打ち切る[注 6]。
- 1971年（昭和46年）
  - 3月 - 大型カラー中継車を導入。これにより、自社制作番組のカラー化を完了。
  - 4月20日 - 前述の大型カラー中継車の導入を受け、『サンテレビボックス席』がこの年最初の放送（甲子園球場での「阪神対ヤクルト」戦）から、カラー放送を開始[20]。
- 1973年（昭和48年）
  - 7月 - 本社新館増築完成[21]。
  - 11月 - 労働組合発足[21]。
- 1974年（昭和49年）
  - 5月 - 5周年記念としてキャラクター「ひまわりのマリちゃん」使用開始[22]。
- 1975年（昭和50年）
  - 3月31日 - 朝日放送（ABC）と毎日放送（MBS）のネットチェンジによってMBSがTBS系列の準基幹局へ転換したことに伴って、ネットチェンジ前までMBSで放送していた東京12チャンネル（現在のテレビ東京）からのネット番組を、この日から順次移行。逆に、『サンテレビボックス席』で中継するカードの一部について、東京12チャンネルへの配信を開始する。同じ日に東京12チャンネル、近畿放送（現・KBS京都）との共同制作生番組『こんにちは!奥さん2時です』がスタートする。
  - 4月7日 - 5千万円増資、資本金6億円[22]。
- 1979年（昭和54年）5月3日 - 開局10周年。これを記念した特別番組『15時間県下5元生中継「翔んで!跳んで!飛んで行こう!!きのう・きょう・あした」』を放送した[23]。

- 1981年（昭和56年）

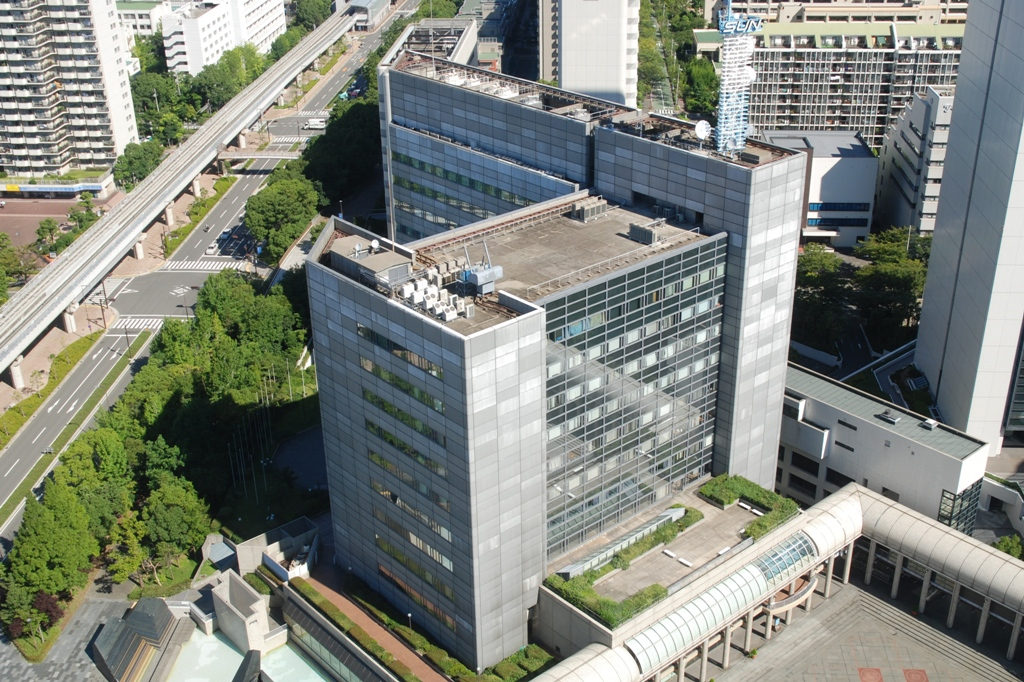
2021年6月まで本社・演奏所が入居していた神戸国際交流会館（神戸市中央区・ポートアイランド）

  - 3月1日 - 本社社屋を創業時からの神戸市長田区一番町2丁目1番地（現在の神戸市立医療センター西市民病院北館および東館）から、神戸市中央区港島中町6丁目9番1号（ポートアイランド、神戸国際交流会館内）へ移転[24]。
  - 3月20日 - 神戸ポートアイランド博覧会（ポートピア'81）の開会式を、自社制作で生中継。
- 1982年（昭和57年）
  - 3月1日 - テレビ大阪（TVO）の開局に伴い、一部の例外を除き、テレビ東京（TX）とのネットを解消[25]。
  - 6月30日 - 経営危機に陥り、この日の株主総会でこれまでの神戸新聞社に代わって兵庫県、神戸市、ダイエー、太陽神戸銀行を軸に再建を進めることとなる（実際に主導権を握ったのはダイエー）[26]。
  - 12月7日 - 6.3億円減資、資本金2.7億円に[27]。
- 1984年（昭和59年）
  - 5月2日 - 7億円増資、資本金9.7億円に[27]。
- 1985年（昭和60年）
  - 朝日放送テレビ（ABC）と業務提携を締結する。これに伴い、同社との報道協定も締結され、素材交換を開始した他、同社のプロ野球中継や高校野球中継のリレー中継を開始。
  - 8月・9月 - ユニバーシアード神戸大会の模様を連日生中継。多くの独立放送局に配信する[注 7]。合計中継時間は116時間に及ぶ[28]。
  - 10月4日 - 自社のニュースワイド番組『ニュースEyeランド』がスタートする。
  - 10月（期日不明） - 阪神タイガースのセ・リーグ優勝特番を放送。
  - 10月29日 - 独立放送局では初の「プロ野球日本シリーズ」の放送を、阪神甲子園球場からの同第3戦「阪神対西武」戦にて行う（翌々日の第5戦も、同球場から放送）。
  - 12月31日 - さだまさしコンサート「ドリーム・フェスティバル」を20時より翌朝7時まで生中継、独立局数局にネット（「ゆく年くる年」による中断を挟んで）。
- 1989年（平成元年）5月 - 開局20周年特別番組「映像回顧ひょうご20年」「GO・GO・こどもランド」放送[29]。
- 1991年（平成3年）11月25日 - ハイビジョン試験放送開始[30]。
- 1992年（平成4年）
  - 　3月14日 - 音声多重放送（呼出符号：JOUH-TAM）開始。近畿圏の独立放送局では、KBS京都、びわ湖放送に続いて3局目[30]。この年から、『サンテレビボックス席』の一部や、当時番組購入により放送していたステレオ放送の番組（フジテレビ制作の『北野ファンクラブ』など）でステレオ放送を開始する。なお、1ヶ月前の試験放送から、CMもステレオで送信されていた。
  - 　9月11日 - この日に放送した阪神対ヤクルト戦の放送時間は6時間41分、現時点での日本プロ野球中継最長時間記録を樹立。平均視聴率28%という開局最高の記録をマークし、瞬間最高視聴率は50%（ニールセン調べ）[31]。
- 1995年（平成7年）1月17日 - 阪神・淡路大震災（兵庫県南部地震）発生。1週間にわたり、CMなしの放送を行う（詳細は後述）。
- 1999年（平成11年）5月1日・5月2日 - 開局30周年。1979年の開局10周年以来の、終日にわたる特別編成が組まれた[注 8][32]。
- 2001年（平成13年）9月 - KBS京都と業務提携し、三都ネットを確立[33]。
- 2002年（平成14年）
  - 6月 - 株主総会を機に経営の主導権がダイエーから神戸新聞社に戻る（ダイエーは2005年までに全持株を神戸新聞社に譲渡して経営から撤退）。
  - 9月 - KBS京都との業務提携、事実上の終了（三都ネットは継続）。
- 2003年（平成15年）9月15日 - 『サンテレビボックス席』の阪神甲子園球場からの「阪神対広島」戦にて、リーグ優勝を果たした阪神の胴上げの模様を初めて生中継する[34]。
- 2004年（平成16年）12月1日 - 地上デジタル放送（JOUH-DTV）の本放送を開始[34]。
- 2005年（平成17年）
  - 2月1日 - 放送開始時刻を5時15分に変更[35]。
  - 12月1日 - 局の新イメージキャンペーン「おっ!サンテレビ」がスタート。これに伴い、新キャラクター「おっ!サン」がデビューする[35]。
- 2006年（平成18年）
  - 3月頃? - ハイビジョン対応の大型中継車導入。
  - 4月12日 - 『サンテレビボックス席』において、ハイビジョン制作・放送を開始。
- 10月1日 - ワンセグ放送を開始。
- 2007年（平成19年） - 東名阪ネット6に参加[36]。
- 2008年（平成20年） - ニュース用のL2スタジオに、ハイビジョン対応のリモコンカメラ3台とプロンプターを設置[注 9]。『ニュース・シグナル』や『SUN-TVニュース』といったニュース番組や、一部の購入番組などもハイビジョンに対応するようになった。
- 2009年（平成21年）5月1日 - 開局40周年。これを記念して同年4月からの1年間に限り、自社制作番組の著作権表記を「40th おっ!サンテレビ」（「0」の部分には「おっ!サン」が重なっている）とした。2010年4月以降も、「40th」を外したものを引き続き使用している。
- 2010年（平成22年）1月 - L1スタジオでの自社制作番組がハイビジョン化。
- 2011年（平成23年）7月24日 - 12時をもってアナログ放送を終了。17時に完全停波。[要出典]
- 2012年（平成24年）1月9日 - この日から、平日にマルチチャンネルの定時放送を開始[注 10]。独立放送局では、TOKYO MXと三重テレビに次いで3局目。
- 2014年（平成26年）
  - 4月 - 初の社史『株式会社サンテレビジョン45年史』[37]を発行。
  - 5月1日 - 開局45周年。
- 2015年（平成27年）11月15日 - この日に行われた神戸マラソン中継で、日本国内の民放テレビで初めてのマルチアングルサービスを実施[38]。
- 2018年（平成30年）
  - 4月2日 - 自社制作による平日午後 - 夜間の報道・情報番組枠と土曜日午後の情報番組枠を、この日から放送を開始した『情報スタジアム 4時!キャッチ』（報道部・制作部・新設の社会情報部が共同で制作する平日16時台の生放送番組）に集約させた。また、同番組の後枠（平日17:00 - 18:00）でもマルチチャンネルの定時放送を開始[注 11]。
- 2019年（平成31年／令和元年）
  - 1月1日 - 開局50周年を機に、ロゴマークと、太陽（SUN）を連想させるデザインの新シンボルマークの使用を開始。いずれも、神戸芸術工科大学の学生がデザインを手掛けた。また、開局50周年記念のキャッチコピーとして、「SUNキュー!!50年」を制定[39]。ただし、3月までを「移行期間」と位置付けていたため、同年4月1日から新ロゴへ正式に移行した[40] 。
  - 2月1日 - チャンネルロゴ表示と受像機表示アイコンを変更[注 12]。
  - 4月1日 - 自社で初めて制作した連続ドラマ『元町ロックンロールスウィンドル』（主演：鳥居みゆき、全12話）を、この日から6月下旬まで、毎週月曜日の23:30 - 24:00に放送。TOKYO MXで火曜日の深夜に遅れネットを実施したほか[41]、放送済みの動画をGYAO!で順次配信する。
  - 5月  - 令和時代の初日に当たる1日で、開局50周年に到達。6日（月曜日・振替休日）には、3部構成[注 13]による開局50周年記念特別番組『SUNキュー!!50年　そして未来へ』（総合司会：浅越ゴエ、スタジオアシスタント：影谷かおり・榎木麻衣両アナウンサー）を10:55 - 18:00、東京ヤクルトスワローズ対阪神のナイトゲーム（神宮球場）を『開局50周年記念中継　サンテレビボックス席』として18:00からそれぞれ放送した。
- 2020年（令和2年）
  - 2月 - 『サンテレビボックス席』のアーカイブ映像を提供するなど、制作に協力した『阪神タイガース THE MOVIE～猛虎神話集～』（阪神タイガース球団創立85周年記念の球団公式ドキュメンタリー映画）を、14日から2週間限定で劇場公開。
  - 4月 - 年初から日本国内で新型コロナウイルスへの感染拡大が続いていることに伴う暫定措置として、番組制作・放送部門のスタッフを複数の班に分散。20日（月曜日）から5月8日（金曜日）までは、『情報スタジアム 4時!キャッチ』の放送時間を、55分間から30分間に短縮した。同番組ではこの期間のみ、YouTube上のサンテレビ公式チャンネルを通じて、動画の全編同時配信を試験的に実施。
  - 5月 - 新型コロナウイルスへの感染拡大の影響で兵庫県内の小・中学校が3月中旬から休校を余儀なくされていることを背景に、神戸市教育委員会との連携による期間限定事業として、「こうべっ子＠ホーム学習チャンネル『おうちDEまなぼう』」（サブチャンネル032を活用した在宅小・中学生向けのテレビ授業）を7日（木曜日）から毎週月 - 木曜日の10:00 - 11:00に実施。
- 2021年（令和3年）
  - 3月 - 『情報スタジアム 4時!キャッチ』の放送を19日（金曜日）、『5時に夢中!』の同時ネットを23日（月曜日）で終了。
  - 4月1日 - 『NEWS×情報 キャッチ+』（『情報スタジアム 4時!キャッチ』の後継番組として平日の17時台に新設）の放送を開始。前半の「情報+」（地域情報パート）を社会情報部、後半の「NEWS+」（ローカルニュースパート）を報道部が担当する2部構成番組で、前半のみYouTube上のサンテレビ公式チャンネルで動画の全編同時配信を実施している。
  - 5月31日 - 神戸市中央区東川崎町1丁目1番1号（神戸ハーバーランド、神戸クリスタルタワー東隣）の新社屋（神戸駅前JUSTスクエア（地上12階建・神戸ホテルジュラクとの複合ビル内の1 - 4階）[2][42]内のスタジオを、この日から生放送番組に使用（最初の番組は11:55 - 12:00に放送の『SUN-TVニュース』）。また、天気予報業務の契約先をウェザーニューズから日本気象協会へ変更したことに伴って、サンテレビの自社制作で放送する天気予報の画面を、この日から日本気象協会発表の予報へ対応した仕様に一新した。
  - 6月11日 - 本社屋の移転に合わせて、「おっ!サンの店」（サンテレビのPR・ステーショングッズの販売などの機能を有する期間限定のポップアップストア）の1号店をデュオこうべ内にオープン[43]。出店期間を満了してからも、本来の放送対象地域である兵庫県内や、大半の地域で番組を視聴できる大阪府内の商業施設に相次いで出店している。
  - 6月14日 - 本社機能を神戸駅前JUSTスクエア内の新社屋へ正式に移転するとともに、「いつもあなたのお隣サン」というキャッチフレーズを新たに設定。また新社屋移転により新しい主調整室（マスター）が稼働。6月18日（金曜日）には、通常は17:00 - 17:55の55分間である『キャッチ+』の放送枠を17:00 - 18:55に拡大したうえで、移転を記念した特別番組（『NEWS×情報キャッチ+ おっ!引っ越しスペシャル』）として放送している[44]。同時に自社制作番組の著作権表記を「おっ!サンテレビ」から「サンテレビ」に変更[注 14]。
  - 7月2日 - 神戸大学との間で、地域再生や防災・減災などに関する連携協定を締結[45]。
  - 8月17日 - 東京ドームで開催される阪神の公式戦（ビジターゲーム）としては初めて、自社制作による完全生中継を17:45から横浜DeNAベイスターズ対阪神戦（DeNAの本拠地・横浜スタジアムが2020年東京オリンピックの野球・ソフトボール競技に使用されたことに伴う特例試合）で実施（実況：湯浅明彦、解説：広澤克実、ベンチリポート兼ヒーローインタビュー担当：橋本航介）。
- 2023年（令和5年）
  - 4月1日 - 民放公式配信サービスのTVerを通じて、インターネット向けの番組配信を開始[46]。開始当初の対象は自社制作番組の一部だが、本編の動画を「日テレ無料TADA!」（日本テレビが運営している無料動画配信サービス）を通じてTVerへ提供している関係で、日本テレビが制作や放送へ関与していないにもかかわらず「日本テレビ系列の番組」として扱われている[47]。
  - 9月14日 - 阪神が2005年以来18年振りのセントラル・リーグ優勝を決めた巨人とのナイトゲーム（甲子園球場）を、地上波テレビ局としては唯一の生中継。試合終了後の優勝記念セレモニーまでの「完全生中継」を実施したところ、ビデオリサーチによる視聴率調査の対象にサンテレビが加わった1997年以降に同局で放送された番組としては最高の視聴率を記録した。平均視聴率は個人で13.4%、世帯で20.8%。阪神の優勝が決まった瞬間（20時51分）には、分別最高視聴率を記録した（個人で20%、世帯で29%）[48]。
- 2024年（令和6年）

  - 5月6日 -  この日が『サンテレビボックス席』として阪神戦の中継を始めてから55年目に当たることを踏まえて、『開局55周年記念　サンテレビボックス席の日』という2部構成の特別番組を16:00 - 18:00に放送。奇しくもこの日は、第1回の中継と同じカード（阪神対広島のナイトゲーム）が阪神甲子園球場で組まれていた。『サンテレビボックス席の日』ではこの試合の完全生中継を「『サンテレビボックス席』　開局55周年記念ナイター」と銘打って18:00から「第3部」扱いで放送するすることを予定していたが、第1部（事前収録の映像と中継のアーカイブ映像だけで構成された「俺たちのミカタ　野球中継の裏側に迫る」）の開始前に試合の中止が決まった[49]ため、実際には『サンテレビボックス席の日』としての放送を第2部（甲子園球場内のロイヤルシートからの生放送による「『熱血!タイガース党』スペシャル in 甲子園」）で終えている。
  - 6月22日 - 開局55周年記念企画の一環として、 兵庫県三原郡福良町（サンテレビの放送対象地域内で現在の南あわじ市）出身の上沼恵美子がMCを務める特別番組『上沼サン!テレビ』を12:00 - 13:55に生放送。上沼は1986年からサンテレビ制作のレギュラー番組（『女の悩みなんでも相談』→『ズバリ!悩みおまかせ』）で司会を10年間任された後に、『開局30周年記念特別番組　ありがとう30年』（1999年）へVTRでメッセージを寄せていたが、同局の番組でスタジオに出演することは『ズバリ!悩みおまかせ』の終了（1996年）以来28年振りであった[50]。
  - 10月5日 -  1999年度から年度下半期に編成されている『熱血!タイガース党』（阪神タイガースの情報番組）がこの日から通算で26シーズン目のレギュラー放送を開始したことに伴って、同番組の本放送（基本として金曜日20時台の生放送）を対象に、地上波（兵庫ローカル）で放送中の映像のインターネット向け同時（サイマル）配信を「虎テレ」（阪神タイガースが運営する有料会員制の公式動画配信サービス）でスタート。
  - 11月17日 - この日投開票された兵庫県知事選挙の開票特番の視聴率が当社の開票特番として過去最高を記録する。当時現職だった斎藤元彦が兵庫県議会で不信任決議を受けて失職しての”出直し選挙”という経緯からして前代未聞だったことや当社だけが地上波で特番を編成していたことも大きかった。放送は当初19:55 - 21:55の予定だった。投票締め切りの20:00に斎藤の当選確実が決まったが陣営が他メディアの当確情報を待つという姿勢を一時見せたため斎藤が事務所に姿を見せたのが22:00ごろとなり当初の予定より30分延長した[51]。

## 災害発生時の放送体制

### 阪神・淡路大震災当時
1995年1月17日未明に発生した阪神・淡路大震災では本社も被災し、またほぼ全ての社員が被災者となったことから、震災の発生から数ヵ月間は特別な放送体制を取ることを強いられた。
地震が発生した5時46分の時点ではまだ放送開始前で、5時41分にテストパターン映像による試験電波を発射し始めて5分経ったところだった。
マスターは耐震設計で無事だったため、機材の確認作業を経て6時30分からのフィラーの天気予報、6時56分からのオープニング、7時からの『BBCワールドニュース』のサイマル放送と、自動送出で通常通りの放送を行ったが、本社ではスタッフがなかなか揃わない上に震動によって多くの物品が散乱し、スプリンクラーも作動して水浸しになる等、すぐには震災に関する放送を行うことができなかった。
スタッフの多くが交通網の寸断によってポートアイランド内の本社になかなか辿り着けない中、最低限のスタッフが揃った所で8時14分頃にCMを中断して震災関連のニュース番組を放送。これをきっかけに通常の番組を全て休止し、午後からはCMもカットしてひたすら震災関連のニュースに専念した。
当初は、技術スタッフが不足しており字幕スーパーを画面に表示するオペーク装置を作動させることができず、画用紙に手書きした文章を映して対応した。初日は、何とか本社に辿り着いた社員に道中の模様をリポートさせるという形で現状を伝えた。翌日からは、電気・水道・ガスといったライフラインや情報通信・交通などの生活に関する情報をはじめ、学校から生徒に向けた連絡、被災者の諸手続について、さらには公衆浴場の復旧に関する情報まで、被災者からのあらゆる要望に応じた情報の提供が主となった。
22日までの間も番組やCMを一切休止し、早朝から夜間の一定の間隔を設けてスタジオからの震災関連情報を、アナウンサー等ほぼ全ての社員・スタッフが交代で放送した。スタジオ放送が休止されている時間帯は、お天気カメラや市街地からの中継映像をフィラー映像として放送することで、切れ目なく電波を出し続けた。
震災から1週間が経過した23日からはほぼ通常の編成に戻ったが、休止した番組の代替編成を始めとしてニュースの時間帯等で震災関連の文字情報を提供する等、3月末までは変則的な編成で放送した。
2月17日にはテレビ朝日系列のニュース番組『ニュースステーション』をサンテレビジョンより、通常より60分長い21:00-23:18で生放送された。これは、業務提携している朝日放送の協力により実現したものである。朝日放送と並行して同内容のものが放送されたことになり、これは極めて異例である（番組内でも並行放送している旨が紹介された）。番組内では前述した震災当日の動きが伝えられ、その一環で当時の本局の放送開始時のオープニング映像のごく一部も放送された。また、通常はローカルニュースを放送する時間に編成されたことから、通常の『SUN-TVニュース』にあたるニュースや天気予報も全国放送された。なおスタッフロールでは、淡路島からの中継を担当した瀬戸内海放送と並んで「制作協力」と扱われた。
1996年以降も、毎年1月17日には、曜日を問わず震災関連の報道特別番組を長時間にわたって編成。前夜（同月16日）から被災地域の数カ所で開かれる追悼行事「阪神・淡路大震災1.17のつどい」の模様を、主要会場の1つである東遊園地（神戸市役所南側）からの生中継方式で、発生時刻（5時46分）の前後に放送している。同年や2005年には、ほぼ1日を通して特別番組を編成していた。
この地震発生からの動きは、当社のウェブサイト内の「震災報道の記録」にも詳述されているので参照のこと。なお、この日は、上記に記載の通り「震災から20年の特別番組」放送のため、2:50放送開始となり、前日の放送終了が26:50となった事から終夜放送となった。
また、発生から25年目に当たる2020年1月17日（金曜日）には、4部構成による震災25年報道特別番組『バトン1.17～あなたへ～』を17:00 - 21:55に編成。発生当時テレビ朝日のアナウンサーとして『ニュースステーション』のサブキャスターを務めていた小宮悦子（フリーアナウンサー）が、第2部（かつての契約キャスターだった松本純の取材・ナレーションによる事前収録のドキュメンタリー「震災の記憶～家族4人を亡くした同級生は～」を放送した19:00 - 20:00）・第4部（谷口のナレーションによる事前収録のドキュメンタリー「いたみ分けあい歩む道～震災障害者のいま～」を放送した21:00 - 21:55）以外の時間帯にゲストで出演した。
サンテレビは2021年6月から本社を神戸駅前JUSTスクエアへ移転したため、発生後も使用してきたポートアイランド内の本社屋から放送する震災報道特別番組は、同年1月17日（日曜日）の『バトン1・17～パンデミック時代のあなたへ～』（NHKのアナウンサー時代に神戸市灘区の実家で震災に遭遇した住田功一を迎えて17:00 - 19:00に生放送）が最後になった。もっとも、本社屋移転後の2022年以降も、1月17日には自社制作による震災報道特別番組を編成している。
なお、サンテレビは2020年に、発生直後からの取材アーカイブ映像を神戸大学付属図書館震災文庫に提供。デジタルアーカイブ学会の肖像権ガイドライン案を参考に、大学院の人文学研究科地域連携センターとの間で協議を重ねた末に、提供した映像の一部を2021年1月14日（木曜日）から震災文庫のデジタルアーカイブページで順次公開している。
また、神戸駅前JUSTスクエアの建築に際しては、耐震性に優れた構造を採用。サンテレビ本社のフロア（1 - 4階）では、耐震性の高い天井を放送設備関連の全ての部屋に備えたほか、停電が発生した場合にも最長で72時間までの連続放送に対応できる発電機を設置している。

### 東日本大震災当時
2011年3月11日の東日本大震災発生時にも、通常番組の一部を休止し、震災関連特別番組を編成。コマーシャルも公共広告や自社・及び関連の神戸新聞社・デイリースポーツに関連するイベント等に縮小。
またこの日から3月24日頃まで、コマーシャルの時間を含む全ての放送時間帯（途中からコマーシャル中の表示は停止）に、震災の救援物資情報、義援金募集情報のL字型画面ロールテロップを放送した。

### 令和6年能登半島地震当時
2024年1月1日の16:10頃に発生した令和6年能登半島地震では、兵庫県の北部に津波警報が出されたことを受けて、8ヶ国語（日本語・英語・中国語・韓国語・ベトナム語・ネパール語・タガログ語・ポルトガル語）で視聴者に避難を呼びかけるVTRを警報発表の7分後（16:29）に初めて放送した（内容は後述）。このVTRは、『NEWS×情報 キャッチ+』のニュースキャスター（報道部の所属）でサンテレビへの入社前（青森朝日放送のアナウンサー時代）に東日本大震災関連の取材・報道活動へ従事していた藤岡勇貴からの提案がきっかけで、前月（2023年12月）に完成させたばかりであった。なお、サンテレビのYouTube公式チャンネルとX公式アカウントでも、このVTRと同じ内容の動画のサイマル（地上波放送との同時）配信を実施。内容は「兵庫県内に津波警報が出ました。命を守るため、今すぐ逃げてください。できるだけ高い所に逃げてください。」というもの（日本語のアナウンス（手話通訳併用）の後にそれぞれの言語でのネイティブスピーカーによるアナウンス）。

## ネットワークの変遷
- 1969年（昭和44年）5月1日 - 独立放送局として開局。NHKのニュース番組[56]と、日本テレビ・フジテレビ・NETテレビ（現・テレビ朝日）の準キー局未ネット分で番組を編成。
- 1970年（昭和45年）3月31日 - NHKのニュース番組のネットを打ち切る[57]。
- 1975年（昭和50年）3月31日 - MBSテレビから東京12チャンネルの番組を引き継ぎ、同局主体の編成（ただし、この時点では東京12チャンネル・サンテレビ共に独立局）となる。
- 1982年（昭和57年）3月1日 - 大阪府にテレビ東京系列の新局となるテレビ大阪が開局したことに伴い、テレビ東京とのネット関係が途絶える。この年からテレビ埼玉・千葉テレビ・テレビ神奈川（tvk）と相互関係を結ぶ。
- 1985年（昭和60年） - 朝日放送テレビと業務提携を結ぶ。
- 2002年（平成14年）4月 - KBS京都と三都ネットを結成。
- 2007年（平成19年）4月1日 - テレビ埼玉・千葉テレビ・テレビ神奈川・三重テレビ・KBS京都と東名阪ネット6を結成する。
  - 現在でも、テレビ東京を除くキー局制作番組の一部（準キー局がネットしない分）をネット受けしている。
- 2013年（平成25年）4月1日から2021年（令和3年）3月23日までは東京メトロポリタンテレビジョン（TOKYO MX）から『5時に夢中!』を同時ネットした[58]。
  - 2018年（平成30年）3月30日（金曜日）までは番組の終盤（17:45）で自主編成（『SUN-TVニュース』など）に切り替えていたが、同年4月2日（月曜日）から平日の17時台をマルチチャンネル編成へ移行したことに伴って、第2チャンネル（032ch）で全編のフルネット放送を実施。
- 2014年（平成26年）5月2日 - 開局45周年記念特別番組『サンテレビ“的”』を生放送。
- 2019年（令和元年）5月6日 - 開局50周年記念特別番組『SUNキュー!!50年　そして未来へ』を生放送。
- 2024年（令和6年）5月6日 - 開局55周年および、『サンテレビボックス席』の放送55周年を記念した特別番組として『開局55周年記念　サンテレビボックス席の日』を放送。
- 2024年（令和6年）6月22日 -　開局55周年記念特別番組の一環で、『上沼サン!テレビ』を生放送[50]。

### テレビ東京との関係
開局当初は東京12チャンネルと連携し、『こんにちは!奥さん2時です』などの共同制作番組も手掛けていた。
しかし、テレビ東京は「メガTONネットワーク」（現・TXNネットワーク）と称した全国放送網を構築すべく、その本格展開第1号となった1982年3月1日のテレビ大阪の開局により、大阪府内でも広範囲で視聴できる本局との競合を避ける意向から、サンテレビへのテレビ東京系列の番組供給を中止。これにより、テレビ大阪が受信できない兵庫県内の内陸部では、BSテレ東を受信しない限りはテレビ東京の番組を全く視聴できない状況となっている。
よって、現在に至ってもサンテレビとテレビ東京は通常の番組編成面では、ほぼ無縁の状態に等しい。ただし例外的にテレビ東京からネット受けを行ったケースは過去にあり、1989年1月の昭和天皇崩御の特番や、神戸市が提供スポンサーに入っていた宝くじ番組、2000年代のプロ野球日本シリーズの中継が挙げられる。
また、番組販売を通じて過去にテレビ東京で放送された番組の取引は現在も限定的ながら行なわれている（『ポケモンゲット☆TV』など）。また、外部制作扱いのものでは『熱血電波倶楽部』のようにテレビ大阪で未放送となった番組を遅れネットした事例がある他、サンテレビが参加している制作委員会形式のテレビドラマでは、系列のTVQ九州放送・テレビせとうちが参加している作品がある。
この他、KBS京都からネット受けしている『うまDOKI』においても、関西以外の地方でのメインレースはテレビ東京や系列各局からの中継を受けている。これは、サンテレビがテレビ大阪の開局前から競馬中継を放送していることによるもので、テレビ大阪（2012年4月以降はテレビ愛知も）では、中央競馬中継を放送していない。
こうした中、テレビ東京社長（当時）の菅谷定彦は、2007年5月31日の定例記者会見で、アナログ放送が終了する2011年からを目途に、放送対象地域が大阪府に限定されているテレビ大阪について兵庫県や京都府へも拡大する構想を発表したが、その後特に動きはない。

### テレビ朝日・ABCテレビとの関係
独立局であるが、ANNとは、開局当初から番組販売での取引関係が深く、MBSテレビ→朝日放送テレビでネットしないテレビ朝日や各系列局制作の番組を番組販売により多数購入して時差放送しているほか、1985年以後の『全国高校野球選手権大会中継』と水曜・日曜の阪神戦では、朝日放送テレビとの相互リレー中継（日曜阪神戦ナイターやサッカー日本代表の強化試合・世界水泳といったテレビ朝日系全国ネットのスポーツ中継が組まれている時など、朝日放送テレビが差し替えできない場合は体裁上共同制作による完全中継）を実施している。また2013年には『海賊戦隊ゴーカイジャー』・『仮面ライダーオーズ/OOO』を皮切りにテレビ朝日製作の特撮番組の再放送を始めている。

## スタジオ

### 現在（2021年5月31日以降）
- 第1スタジオ（L1スタジオ） -  2021年5月31日（月曜日）に生放送の『NEWS×情報 キャッチ+』から使用。
- 第2スタジオ（L2スタジオ） -  ニューススタジオで、『SUN-TVニュース』『ニュースSUNデー』などに使用。OTC（ワンタッチコントローラー）を導入している。

L1・L2スタジオとも、照明をLEDに統一。2021年5月31日から6月13日（日曜日）までの放送は旧社屋内の送出設備を経由していたが、6月14日（月曜日）未明の放送休止時間帯（午前3:00）にカットオーバー（新社屋からの放送への切り替え作業）が完了した。

### 過去（神戸国際交流会館内）
- 第1スタジオ（L1スタジオ） - 2021年5月28日（金曜日）まで、『NEWS×情報 キャッチ+』の生放送や『ビッグフィッシング』などの収録に使用。
- 第2スタジオ（L2スタジオ） - 主調整室に隣接したニューススタジオで、2021年5月30日（日曜日）まで『SUN-TVニュース』『ニュースSUNデー』などに使用[61]。

以上のスタジオと対応する副調整室（L1サブ・L2サブ）のほか、『サンテレビボックス席』などの放送時に現地の中継車とつなぐ副調整室（L3サブ）が設けられていた。
なお、神戸国際交流会館の近隣で同時に竣工した神戸ポートピアホテルには、朝日放送テレビと共同で運用するお天気カメラを常設。サンテレビがカメラの管理業務を担いながら、このカメラで撮影された神戸市内の映像を、自社制作の番組で多用していた。サンテレビの本社を神戸駅前JUSTスクエアへ移転した後も、このカメラの共同運用と管理を継続。

## 主な放送番組

### アニメに関して
サンテレビでは新作テレビアニメ番組を継続的に放送しており、特に深夜帯の作品群（いわゆるUHFアニメ・深夜アニメ）においては関西地区における主要なネット局の1つとして重要な位置付けにある。なお、サンテレビではプロ野球中継を試合終了まで行うため、延長に備えて放送休止時間を長く取っている。そのため深夜帯の放送枠は関東圏の独立局と比べると少ないことから、UHFアニメの草創期から毎日放送など在阪各局でも放送されてきた。
平日の朝7時台には帯番組として、長年に渡って番組販売により購入した旧作を再放送している。ただし2007年4月以降は金曜が他ジャンルの番組に変更され（一時期を除く）、2013年3月21日 - は7時枠が『Kids劇場』（キッズげきじょう）と題した『テレビ朝日制作の特撮番組再放送枠』となるなど、やや規模を縮小している。稀にこの枠で新作を放送することがある。2016年4月には土曜朝7時台にも枠を新設し、『12歳。〜ちっちゃなムネのトキメキ〜』（新作）を放送した。
朝以外の作品は大多数が深夜帯に放送されているが、週末には22時台に編成することもある。深夜帯は2005年7月に水曜・木曜の26時台にアニメ番組枠が新設されたのを契機に作品数の増加に比例して枠は拡大。時期によっては平日の26時台が全てアニメ番組枠となる他、2011年4月以降は日曜にも番組枠が常設されている。
一方で日曜未明（土曜深夜）帯は毎日放送の『アニメシャワー』が関西圏のアニメファンの視聴習慣に大きく根付いている事から、原則として競合を避けるように編成している。
2000年代以降はキー局が制作に関与している作品を放送する場合がある。特にTBSテレビや同系列局のCBCテレビ、日本テレビが関与している作品にその事例が多く、本局と同様にアニメ番組を多数編成している毎日放送や読売テレビで放送枠から外れた作品をネットするというケースが多い。ただし、2017年4月以降は関西圏でも異系列ネットすら行われないキー局の作品もある。
なお、平日26時台を中心に他局（府県域局のテレビ大阪やKBS京都を含む）のアニメ番組と競合するケースも珍しくない。ただし、プロ野球中継が組まれる日に中継時間が延長された場合は競合の有無が変化することがある。
これらの他、昼間時間帯以外で5分（一部の作品は10分）程度のミニアニメも多数放送されている。
時間帯を問わず、番組の冒頭では視聴時の注意喚起のテロップが表示される（『めだかのコタロー』では表示無し。連続放送する場合も同様。）。以前は必ず本編の冒頭で画面上端または下端に表示されていたが、現在はオープニング主題歌の冒頭で表示される場合もある。また深夜枠では野球中継で時間が繰り下がった場合、その旨も併せて表記される（他ジャンルの番組でも同様。編成によっては、最大4回表示されることもある。）。
地上デジタル放送への完全移行まではハイビジョン制作の作品はデジタル放送において画角比16:9のフルサイズで放送していた。しかし、同じ16:9サイズでも標準画質のマスターで制作されているものは額縁放送となっていた（2008年9月30日に放送マスターを更新してからも継続）。

## 地上デジタル放送

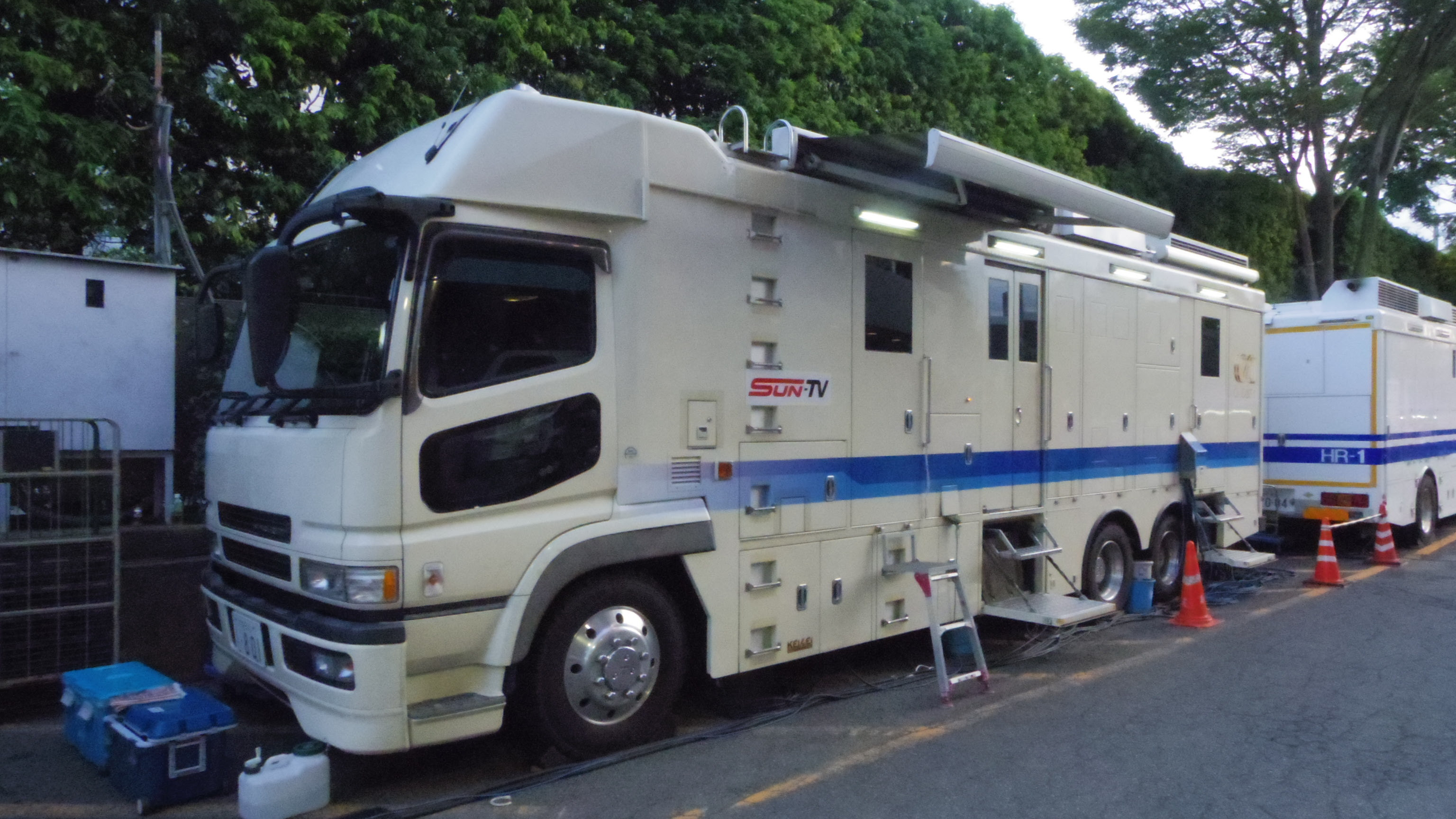
サンテレビのHD中継車（自社でも保有しているが、写真はExpressからレンタルしたものにロゴマーク（先代ロゴ）を貼付）

- 2004年12月1日より、NHK神戸放送局と同日に開始した。独立放送局では、テレビ神奈川に次いで全国で2番目である。
- 当初は簡易マスターを使用していたため、自社制作のハイビジョン番組はNHKと共同制作の開始記念特番（NHKの技術協力を受けたため）を除いてしばらく存在しなかったが、2005年4月より早朝の天気予報がハイビジョン化され（気象情報システムの更新に伴うもの）、2006年4月より野球中継もハイビジョン化された[注 40]。さらに同じく2006年からは、朝日放送テレビ制作の高校野球のリレー中継も、独立放送局で初めてハイビジョンで放送された（5.1chサラウンドステレオにも対応。本局ではこれが初の事例）。
- 2007年以降は、高校野球や高校サッカーの県大会、神戸まつりなどの生中継特番がハイビジョンで放送されるようになった。また自社制作ではないが、ジャパネットたかたのテレビショッピングも、この頃から生放送スペシャルに限ってハイビジョンで放送されるようになった。また、2008年にはニュース番組もハイビジョン化され（取材映像は前年から対応済み）、同年4月からは自社制作のその他の番組でも一部でハイビジョン化された。
- ハイビジョン制作の他局制作の番組やCMも、当初は4:3サイズにダウンコンバートされるか額縁放送となっていたが、2006年の中頃から順次ハイビジョン化され、現在は一部を除いてハイビジョン化されている。
- 番組連動データ放送は基本的に野球中継のみで行われている（番組表やEPGに連動データ放送番組を表す「[デ]」の記号はない。当初はワンセグのみで実施）。ただし、先述のジャパネットたかたのテレビショッピングでも行われることがあった（本局のみの単独放送時に行われることが基本的である。）。
- 2006年4月に就役したハイビジョン対応新型中継車のナンバーも、サンテレビにちなんで「3」である。自社で使用するだけではなく、朝日放送テレビ（主に高校野球期間中の阪神戦）やExpressなどの技術会社（TBSテレビやJ SPORTSなどのスポーツ中継）に貸し出した事例がある。
- 2012年4月より、マルチチャンネル編成を平日朝のアニメ番組枠で行なった。その後、同年10月から半年間は土曜14時台のドラマ番組枠でも現代劇と時代劇をマルチ編成で放送していたが、いずれも2013年3月で1度廃止された。
- 2015年11月15日、第5回神戸マラソンの生中継において、ハイブリッドキャストを使った「マルチアングル・ライブストリーミング中継実験」を行った。
- 2017年10月よりマルチ編成を平日午前の時間帯で再開。また兵庫県議会中継を随時放送しているほか、姫路城マラソンや神戸マラソンなど、兵庫県内で行われるロードレース中継でマルチ編成を行うことがある。マルチ編成が実施される場合、その対象番組の開始前に説明がなされている。

### アナログ放送終了
- 2010年7月5日より、NHKを含む日本全国のテレビ放送局が地上デジタル放送への完全移行を啓蒙するため、アナログ放送の全番組にレターボックスを付加して放送していた。しかしサンテレビでは、2011年2月6日までこのような措置を執らずに従来通りの放送を続けた。[要出典]
- 2011年2月7日以降は、レターボックス付加番組では常時完全移行のメッセージの表示を行ない、「アナログ」のウォーターマークも画面右上に表示されるようになった。また、旧来の画面比4:3サイズの番組でもレターボックスが付加された。[要出典]
- 2011年7月24日正午をもって地上アナログ放送は終了。終了時は、一旦5秒ほど通常のCM（無音）が途中まで放送され、ブルーバックに「ご覧のアナログ放送はまもなく終了します。長らくのご愛顧ありがとうございました。JOUH-TV　サンテレビジョン」と書かれた告知画面が55秒間にわたって放送された。正午を過ぎると、同様にブルーバックで「ご覧のアナログ放送の番組は本日正午に終了しました。今後はデジタル放送をお楽しみください。」というメッセージと、総務省地デジコールセンターやサンテレビの問い合わせ番号を表示した告知画面に切り替わった。[要出典]

## アナウンサー
開局当初から1990年代の中盤までは、男女とも正社員として採用。女性アナウンサーについては、1990年代の後半以降、関西圏のアナウンサー・タレント事務所からの派遣扱いで契約社員として一定期間（最大3年間）勤務するフリーアナウンサーが多い。
アナウンス部に所属
男性
- 湯浅明彦 （アナウンス部長を兼務、2024年の4月時点で在籍するアナウンサーでは唯一の新卒採用社員）
- 橋本航介（元・山陰放送アナウンサーで、2015年4月に移籍）
- 村上昂輝（元・西日本放送アナウンサーで、2020年4月に移籍）

女性
- 影谷かおり（元・NHK京都放送局契約キャスターで、2008年4月に移籍）
- 榎木麻衣 （元・宮崎放送契約アナウンサーで、2010年4月に移籍）
- 柴原優美香（元・NHK奈良放送局契約キャスターで、2023年4月に移籍）

報道部記者（ニュースキャスター兼ディレクター）
- 藤岡勇貴（青森朝日放送から2015年4月に移籍）※アナウンス部に所属していないが、移籍後は報道部の記者を経て、社会情報部のニュースキャスターとして2018年4月から『情報スタジアム 4時!キャッチ』へ出演。同番組終了後の2021年4月から報道部へ復帰するとともに、後継番組の『NEWS×情報　キャッチ+』でニュースキャスターを務めている。

フリー
- 前田勝久（オフィスキイワード所属のフリーアナウンサー・気象予報士）
- 村上文香（NMB48の元メンバーで、NMB48卒業後にNHK大津放送局で契約キャスターを務めたフリーアナウンサー）※2019年4月から『ニュースSUNデー』キャスターを担当[65]

元アナウンサー
☆：『上沼サン!テレビ』（2024年6月22日に生放送の開局55周年記念特別番組）のVTRナレーションを、「サンテレビのOB／OGアナウンサー」という肩書で分担。
- 林英夫（元・神戸市議会議員。『ニュースデスク』『ニュースEyeランド』『ニュースEyeランドf(フォルテ)』初代キャスター）
- 藤村徹☆（経営部門への異動などを経て退職）
- 谷口英明☆（1979年4月 - 2020年3月。正社員では初めて1988年に『サンテレビボックス席』の実況を担当したことを皮切りに、スポーツアナウンサーとして長らく活動していた。2015年7月から2020年3月まで嘱託社員扱いの「シニアアナウンサー」として在籍した後に、2020年4月から神戸常盤大学の特任教授へ着任する一方で、フリーアナウンサーとしてMC企画に所属。2020年度からサンテレビが開講したアナウンスセミナー→「サンテレビアナウンススクールMOON」の講師も務める）
- 木内亮（2003年4月に石川テレビから移籍。2005年以降は、スポーツ中継や『熱血!タイガース党』などの関連番組を主に担当していた。2021年4月にアナウンス部から社会情報部へ異動してからも、「社会情報部のキャスター」として『キャッチ+』の初代MCを2023年3月まで務めていた[66]が、2023年4月に事業部へ異動したことを機にアナウンス業務から離脱）
- 小浜英博（2004年4月に青森テレビから移籍。2005年から2016年までスポーツアナウンサーとして活動した後に、『情報スタジアム 4時!キャッチ』『キャッチ+』などの報道・情報系番組でキャスターを務めていた。2020年度には『4時!キャッチ』のディレクター、『キャッチ+』の放送を開始した2021年度以降は社会情報部の記者を兼務。2023年4月の人事異動でアナウンス職から離脱したことを機に、記者職へ専念している）
- 大里いずみ（報道部に異動）
- 中村麻里子（AKB48の元メンバーで、卒業後の2017年6月に入社。入社に際して最長で3年間の有期雇用契約を結んでいたが、在籍中に一時体調を崩したことから、2年目の契約期間満了を機に2019年6月で退社した。退社後は、ハワイへの留学などを経てフリーアナウンサーとして活動）
- 南里和代☆（アナウンス部への在籍中に『ニュースデスク』『ニュースEyeランド』を担当した後に、事業部の販売促進担当へ異動。異動後も、主催イベントなどのCMでナレーションを任されることがある）
- 杉本和子（現在は朗読教室講師。フリーアナウンサー。在籍時は『ニュースデスク』『こんにちは県警です』などを担当）
- 本岡典子（現在はフリージャーナリスト。在籍時は『播州トピックス』などを担当）
- 村上和子（現在は神戸を中心に様々なイベントなどをプロデュース。アナウンス部からの異動後に、プロデューサーを経て役員待遇にまで昇進していた）
- 高僧裕伸（北陸朝日放送報道制作局報道制作部長）
- 藤沢礼子（オフィスキイワード所属の契約アナウンサー）
- 南あずさ（オフィスキイワード所属の契約アナウンサー）
- 大矢浩子（大阪テレビタレントビューロー所属の契約アナウンサー）
- 大塩朱美（昭和プロダクション所属の契約アナウンサー）
- 東真由美（オフィスキイワード所属の契約アナウンサー、2012年3月まで『ニュースシグナル』月 - 水曜サブキャスターや『SUN-TVニュース』を担当。契約期間中に小濱と結婚した）
- 久保亜希子（現在はPR会社に勤務しながら、出身地の石川県内を中心にMCやナレーターとして活動。金沢ケーブルテレビネットアナウンサーを経て、セイ・タレントプロダクション所属の契約アナウンサーとして、2012年4月から2016年3月まで『SUN-TVニュース』金曜日・『SUN-TV日曜夕刊』・『キラリ☆けいざい』のキャスターを担当した。担当期間満了後の2018年1月から、アナウンサーとして北陸朝日放送に5年間勤務）
- 北脇可奈子（オフィスキイワード所属の契約アナウンサーとして2016年4月から『SUN-TVニュース』土曜日・2017年3月まで『NEWS PORT』の月曜サブキャスターを担当）
- 松本純（元・NHK岡山放送局契約キャスター、オフィスキイワード所属の契約アナウンサーとして2016年4月から『SUN-TV日曜夕刊』・2017年3月まで『NEWS PORT』の火曜日～金曜日サブキャスターを担当、2018年1月から再び火曜日・水曜日を担当）
- 添田尚子（オフィスキイワード所属の契約アナウンサーとして『SUN-TVニュース』金曜日のキャスターを担当）
- 松浦宏子（元・NHK和歌山放送局契約キャスターで、2017年4月から2020年3月まで有期雇用契約で在籍。契約期間中には、『NEWS PORT』や『情報スタジアム 4時!キャッチ』などを担当した。契約期間満了後の2020年4月に、正社員扱いのアナウンサーとして愛媛朝日テレビへ移籍）
- 弘松優衣（元・石川テレビアナウンサーで、オフィスキイワード所属のフリーアナウンサーとして『情報スタジアム 4時!キャッチ』のMCや『SUN-TV日曜夕刊』→『ニュースSUNデー』のキャスターを担当）
- 朝田夢子（元・福井テレビアナウンサーで、2020年4月から2023年3月まで有期雇用契約で在籍。契約期間満了後の2023年4月以降は、フリーアナウンサーとして舞夢プロに在籍している）
- 吉本美咲（元・NHK松江放送局契約キャスターで、2020年4月から2023年3月まで有期雇用契約で在籍。在籍中の2021年5月31日には、神戸駅前JUSTビル内のスタジオにおける初めての生放送番組として、午前11時台の『SUN-TVニュース』を担当していた）
- 揚田葵衣（元・NHK高知放送局契約キャスターで、2023年4月に移籍後2025年3月末退社。同年4月からは故郷である高知放送に移籍）

## サンテレビガールズ
自社制作の番組や、主催・後援のイベントでアシスタントを務めるユニット。結成は開局前年の1968年で、第1期は10人で構成されていた。
任期は毎年4月からの1年間。毎年12月から翌年2月にかけて、採用年の4月1日時点で兵庫県内に居住する女性を対象にメンバーを公募する。ただし、上記の条件を満たしている女性でも、企業・団体に勤務している場合や、すでに芸能プロダクションに所属している場合には応募できない。また、宿泊を伴う活動が任期中にあることを募集要項で明記している。1995年度は、前年度中の1995年1月17日に阪神・淡路大震災が発災した影響で募集自体を見送った。2018年度までは年齢制限を設けていなかったが、2019年度からは「3月31日の時点で20歳以上」という条件が加わっている。
メンバー選考に際して、「さわやか」「まじめ」「何事にも挑戦する気持ちがある」といった基準を設けている。近年は、メンバー紹介を兼ねたプロモーションビデオ風のスポットCMを任期中に放送する関係で、歌ったり踊ったりすることが得意な女性からの応募が増えているという。
新たに採用されたメンバーは、毎年3月下旬から4月上旬にかけて、自社制作の番組で披露される。2024年4月からは、第55期の5名が活動中。
主なOGは、あいはら友子、やすみりえ（第22期）、赤江珠緒（元・朝日放送アナウンサー、現在はフリーアナウンサー）、藤川みな代（現在はテレビ朝日コメンテーター）、遠藤奈美（KBS京都アナウンサー）、塚本麻里衣（第39期）・津田理帆（第46期）（いずれも現在は朝日放送テレビアナウンサー）、時枝里好（第37期）、塩見泰子（第40期。元・福井テレビアナウンサー、現在は気象予報士・NHK大阪放送局契約キャスター）、松井佐祐里（第42期、NHK津放送局・仙台放送局の契約キャスターや文化放送の契約アナウンサーを経て現在はフリーアナウンサー）、東優花（第45期、元・テレビユー福島契約アナウンサー）、羽田優里奈（第47期）、橋本和花子（第49期、関西テレビアナウンサー）、緒方ゆい（第51期、四国放送アナウンサー）、柴田祐里菜（第52期、北海道文化放送アナウンサー、大阪近鉄バファローズ→日本ハムファイターズ→阪神の投手だった柴田佳主也の長女）、佐藤理子（第52期、岡山放送アナウンサー）。2011年度選出の武田訓佳（第42期）は、任期終了後から羽田と同じく舞夢プロへ所属するとともに、2013年度から『熱血!タイガース党』で「秘書」（アシスタント）を務めているほか、2020年度から『あんてなサン』（サンテレビガールズが在任中にリポーターとして出演する情報番組）のナビゲーターへ羽田と共に名を連ねている。また、第49期では、フィギュアスケート選手として国際大会に出場した経験を持つ岩元こころも採用していた（任期中は関西学院大学に在学→任期満了後にセント・フォース関西に所属）。
なお、サンテレビが開局50周年を迎えた2019年には、過去のメンバーを集めた「大同窓会」を初めて開催。集まったメンバーは、5月に神戸まつりのパレードにも参加した。また、2022年度（第52期）には、「サンテレビアナウンスセミナー」の受講生から2名が初めて選出。以降のメンバーの一部は、「アナウンスセミナー」を改組した「サンテレビアナウンススクールMOON」のテレビCMへ在任中に出演している。

## チャンネル

### 地上波デジタル放送
JOUH-DTV サンデジタルテレビジョン
- 神戸摩耶山送信所（親局）[71] - 摩耶山（摩耶ロープウェー星の駅付近）
  - 物理チャンネル - 26ch
  - 周波数 - 551.142857MHz
  - 空中線電力 - 1kW
  - 実効輻射電力 - 5.89kW
  - 放送区域内（強・中電界地域）世帯数 - 約161万世帯
    - 摩耶山は、在阪各局が送信所を構えている生駒山よりも標高が高いため、空中線電力・実効輻射電力の割に広範囲に電波が飛んでいる[72]。
    - 大阪府ではほぼ全域で受信可能。徳島県の大部分、京都府・奈良県・和歌山県・香川県・岡山県・鳥取県の各一部地域でも、受信可能である。このため、朝日新聞大阪本社や、朝刊紙に移行した初期のころの大阪日日新聞のテレビ番組表の局名カットのチャンネル表記に「阪神 36」という表示があった。

中継局
特記しない局は、いずれも親局と同じ26chが物理チャンネルに割り当てられている。
- 北阪神局 - 3W（垂直偏波、2005年12月1日開局）
- 姫路局 - 10W（2006年3月1日開局）
- 北淡垂水局 - 10W（垂直偏波、2006年3月1日開局）
- 神戸兵庫局 - 1W（2007年3月1日開局）
- 西宮山口局 - 3W（2007年3月1日開局）
- 香住局 - 10W（2007年11月1日開局）
- 城崎局 - 10W（2007年11月1日開局）
- 龍野局 - 3W（2008年3月1日開局）
- 福崎局 - 3W（2008年3月1日開局）
- 西脇局 - 1W（2008年3月1日開局）
- 川西北局 - 1W（2008年3月1日開局）
- 市島局 - 29ch、1W（2008年4月10日開局）
- 姫路西局 - 1W（垂直偏波、2008年6月1日開局）
- 篠山局 - 3W（2008年9月1日開局）
- 氷上局 - 3W（2008年9月1日開局）
- 和田山局 - 3W（垂直偏波、2008年11月5日開局）
- 八鹿局 - 18ch、1W（垂直偏波、2008年11月5日開局）
- 日高局 - 18ch、1W（2008年11月5日開局）
- 山崎局 - 18ch、1W（2009年3月1日開局）
- 一宮安積局 - 48ch、0.3W（2009年3月1日開局）
- 神戸妙法寺局 - 0.1W（垂直偏波、2009年3月1日開局）
- 赤穂局 - 1W（垂直偏波、2009年3月1日開局）
- 相生局 - 1W（2009年3月1日開局）
- 神戸生田局 - 1W（2009年3月1日開局）
- 山芦屋局 - 38ch、1W（垂直偏波、2009年3月1日開局）
- 淡路三原局 - 3W（垂直偏波、2009年3月30日開局）
- 川西けやき坂局 - 0.1W（2009年4月1日開局）
- 宝塚局 - 31ch、1W（2009年6月1日開局）
- 中町局 - 21ch、1W（2009年11月1日開局）
- 浜坂局 - 34ch、0.3W（2009年11月1日開局）
- 神戸長田局 - 0.3W（2009年11月1日開局）
- 神崎局 - 46ch、1W（2009年11月1日開局）
- 相生若狭野局 - 25ch、0.1W（2010年2月1日開局）
- 佐用局 - 18ch、1W（2010年2月1日開局）
- 青垣局 - 18ch、1W（2010年3月1日開局）
- 南淡局 - 1W（2010年3月31日開局）
- 津名局 - 1W（2010年3月31日開局）
- 西宮名塩局 - 35ch、0.1W（垂直偏波、2010年5月10日開局）
- 西宮青葉台局 - 23ch、0.1W（垂直偏波、2010年5月10日開局）
- 三木局 - 30W（垂直偏波、2010年12月1日開局）
- 川西南局 - 0.1W（2010年12月1日開局）

#### リモコンキーID
- リモコンキーID - 「3」

近畿圏では独立局が本局を含め当初は5局とも「3」を希望していたが、近畿総合通信局が「3」「5」「9」を隣接府県と重ならないように分け合った結果、本局とびわ湖放送には「3」が割り当てられた。
- 3桁 - 031：「サンテレビ1」、032：「サンテレビ2」

マルチ編成も行っている。現在では午前8:00 - 10:00の時間帯でマルチ編成を実施。033も使用可能であるが、現在は使われていない。
隣接する鳥取県と島根県、県内の大部分で本局が視聴できる徳島県ではNHK総合テレビが「3」を使っているため、031・032の後に枝番号が付き、「4」や「7」や「9」等の空きポジションに設定される。

### 地上波アナログ放送
※2011年7月24日に終了。
JOUH-TV
- 川西33ch　10W
- 神戸長田34ch 3W
- 神戸兵庫35ch 10W
- 摩耶山送信所（親局）
- 神戸36ch、空中線電力映像10kW・音声2.5kW、ERP映像56kW・音声14kW
- 上郡38ch 10W
- 氷上39ch 3W
- 相生39ch 10W
- 山崎39ch 10W
- 姫路西39ch 10W（垂直偏波）
- 福崎39ch 30W
- 香住39ch 100W
- 宝塚40ch 10W
- 八鹿40ch 10W
- 神戸生田41ch 10W
- 篠山41ch 30W
- 市島42ch 10W
- 北阪神42ch 30W（垂直偏波）
- 南淡48ch 10W（垂直偏波）
- 山芦屋48ch 10W（垂直偏波）
- 西宮山口53ch 30W
- 佐用53ch 10W
- 三原53ch 30W（垂直偏波)
- 日高55ch 10W
- 神崎55ch 10W
- 北淡垂水55ch 100W（垂直偏波）
- 西脇56ch 10W
- 赤穂56ch 10W（垂直偏波）
- 姫路56ch　100W
- 城崎56ch 100W
- 青垣59ch 10W
- 神戸灘62ch 30W
- 神戸鉢伏69ch 12W（SHFでの送信）
- 明石海峡大橋74ch 12W（同上）

上記のほか、ミニサテライト局が県内に多く存在した。

## ケーブルテレビ再放送局
以下の県外のケーブルテレビ局では、区域外再放送が行われている。なお、大阪府については全てのケーブルテレビ局で再放送を行っているため、省略している。
近畿地方や岡山県・香川県では、原則としてリモコンキーIDも「3」としている。
和歌山県では、アナログ放送の頃から（共同アンテナを除く）区域外再放送が行われていない。
また、かつては高知県の高知ケーブルテレビ、三重県のアドバンスコープ、滋賀県の滋賀ケーブルネットワークなどでもアナログ放送のみ再放送を行っていたが、2011年7月24日のアナログ放送停波と共に終了した。
また、光放送の「ひかりTV」では、2019年11月17日現在も、原則として他都道府県の放送については配信同意を得ていないため、直接受信や他のケーブルテレビ、及びスカパー!プレミアムサービス光・フレッツ・テレビとは異なり、大阪府の大多数では配信・放送の対象となっていない（スカパープレミアム光については、四條畷市と島本町の一部ではサンテレビが受信できず、KBS京都、奈良テレビ（四條畷市一部のみ）で代替している）。
- 京都府
  - ケイ・キャット（八幡市全域と京田辺市・京阪東ローズタウンのみ）
  - KCN京都（京田辺市・木津川市・精華町・宇治市・城陽市・久御山町のみ[注 46]）
  - ACTV京丹後局（デジタル放送は2011年4月1日より）
- 奈良県
  - 近鉄ケーブルネットワーク（KCN eo光テレビを除く[注 47]。）
- 徳島県
  - 阿波市ケーブルネットワーク
  - 池田ケーブルネットワーク（阿波池田ネット）
  - 石井町有線放送農業協同組合（IHK、石井CATV）
  - エーアイテレビ
  - 上板町有線テレビ
  - ケーブルテレビあなん
  - ケーブルテレビ徳島（テレビトクシマ、徳島市内のみ）
  - ケーブルネットおえ
  - 国府町CATV
  - テレビ鳴門
  - 徳島県南メディアネットワーク
  - 徳島中央テレビ（JCTV）
  - 東阿波ケーブルテレビ
  - ひのき（CUEtv）
- 香川県
  - 香川テレビ放送網（KBN、デジタル放送は2009年3月5日より）
  - ケーブルメディア四国（CMS、デジタル放送は2009年4月1日より[注 48]）
  - さぬき市ケーブルネットワーク（SCN、デジタル放送は2009年10月29日より）
  - 中讃ケーブルビジョン
- 岡山県
  - 井原放送（井原市エリアのみ）
  - 岡山ネットワーク（oniビジョン、デジタル放送は2009年2月中旬より[注 49]）
  - 笠岡放送（ゆめネット）
  - 吉備ケーブルテレビ
  - 倉敷ケーブルテレビ（KCT）
  - 玉島テレビ放送（たまテレ）
  - テレビ津山（ごんごネット）
  - 高梁市成羽有線テレビジョン（NCT、なりわビジョン）
  - 日生有線テレビ（ひなビジョン）
  - 矢掛放送（YCT）
  - 鏡野町有線テレビ
  - ケーブルネットワーク金光
  - 美作市ケーブルテレビ
  - あわくら光ネット
  - 真庭ひかりネットワーク
  - みさきネット
- 鳥取県
  - 中海テレビ放送（デジタル放送は2011年4月1日より）
  - 伯耆町有線テレビ放送（運営は中海テレビ放送）
  - 鳥取中央有線放送（TCC、同上）
  - 鳥取テレトピア（いなばぴょんぴょんネット、デジタル放送は2010年12月1日より）
  - 日本海ケーブルネットワーク（NCN、同上）
- 島根県
  - 山陰ケーブルビジョン （マーブル・やすぎどじょっこテレビ、デジタル放送は、松江市エリアでは2011年7月11日より、安来市エリアでは2012年11月1日より）
  - ひらたCATV（雲州わがとこテレビ、デジタル放送は2011年7月4日より、出雲ケーブルビジョン提供エリアでは視聴不可）